# Curt Goetz-Pflug
Curt Goetz-Pflug (* 3. März 1919 in Berlin; † 1967) war ein deutscher Regisseur und Drehbuchautor.

## Leben
Curt Goetz-Pflug absolvierte die Oberrealschule und erhielt im Anschluss eine Ausbildung an der Schauspielschule des Deutschen Theaters in Berlin. Nach Wehrdienst und Kriegsgefangenschaft folgten Tätigkeiten als Regieassistent von Otto Kurth, R. A. Stemmle, Boleslaw Barlog und Willi Schmidt. Von 1951 bis 1954 fungierte er als provisorischer Leiter der Hörspielabteilung beim Nordwestdeutschen Rundfunk (NWDR) in Berlin und wurde im Jahr 1954 Spielleiter der Hörspielabteilung des Sender Freies Berlin und beim NWDR Fernsehen in Hamburg. Zudem nahm er Gastinszenierungen an der Tribüne in Berlin wahr.

## Filmografie (Auswahl)
- 1950: Die Frau von gestern Nacht
- 1953: Raskolnikow
- 1953: Karl III. und Anna von Österreich
- 1954: John Walker schreibt an seine Mutter
- 1955: Kabale und Liebe
- 1955: Die bösen Männer
- 1957: Mr. Gillie
- 1958: Gift und Mitgift
- 1959: Mann ohne Namen
- 1960: Ich rufe Dresden
- 1961: Streife 4 meldet…
- 1962: Das Paradies von Pont L’Eveque
- 1968: Sein Traum vom Grand Prix (als Drehbuchautor)

## Hörspiele (Auswahl)
- 1950: Fünfzig Jahre in fünfzig Minuten
- 1950: …lasset alle Hoffnung zurück!
- 1951: Affäre Dreyfus
- 1952: Gerlach präsentiert die Rechnung – Autor: Herbert Reinecker
- 1954: Gestatten, mein Name ist Cox; 2. Staffel (als Sprecher) – Regie: Hans Gertberg
- 1954: Der Weltraum rückt uns näher
- 1954: Zu den Akten
- 1955: Fiorenza – Autor: Thomas Mann
- 1955: Wer wälzte den Stein
- 1956: Triumph in tausend Jahren – Autor: Peter Hirche
- 1958: Raskolnikoff – Autor: Fjodor Michailowitsch Dostojewski
- 1958: Auf dem Tisch noch die Gläser
- 1958: Dieter Meichsner: Auf der Strecke nach D. (Hörspiel – SFB)
- 1958: Littledop wartet
- 1958: Friede für einen Abend?
- 1958: Der Richter von Zalamea – Autor: Pedro Calderón de la Barca
- 1959: Mischa Mleinek: Der König ist tot (Kriminalhörspiel – SFB)
- 1959: Lebendige Stunden – Autor: Arthur Schnitzler
- 1962: Einsame Menschen – Autor: Gerhart Hauptmann (auch Hörspielbearbeitung)
- 1963: Falsch verbunden – Autorin: Lucille Fletcher
- 1964: Nimm Platz und stirb (Mehrteiler) – Autor: Hans Gruhl
- 1966: Feuer für eine Zigarette – Autor: Karl Richard Tschon
- 1967: Papiervögelchen
- 1967: Eine Haustrauung
- 1967: Falsche Ecke
- 1967: Der Dämon von Korawa